# Trophée mondial de course en montagne 1993
Navigation
1992 1994
Le Trophée mondial de course en montagne 1993 est une compétition de course en montagne qui s'est déroulée le 5 septembre 1993 à Gap dans les Hautes-Alpes en France. Il s'agit de la neuvième édition de l'épreuve.

## Nouveau règlement
Ayant reçu la reconnaissance officielle de la part de la Fédération internationale d'athlétisme, le Trophée mondial voit certains changements de règlement. Les deux parcours seniors masculins disparaissent au profit d'une épreuve unique. Les profils des parcours sont désormais similaires pour toutes les catégories et alternent entre montée uniquement les années paires et montée et descente les années impaires à partir de cette année,.
Le nombre maximum de coureurs seniors masculins passe de quatre à six par nation. Le classement par équipes s'effectue désormais en prenant en compte les quatre meilleurs coureurs de chaque nation. Les quotas restent inchangés chez les femmes et les juniors avec quatre coureurs au maximum et un classement par équipes comptant les trois meilleurs.

## Résultats
La course masculine junior se déroule sur un parcours de 7,94 km et 395 m de dénivelé. Les Italiens Gabriele De Nard et Maurizio Gemetto mènent les débats et s'imposent aisément. Le Tchèque Roman Skalský complète le podium.
La course senior féminine se déroule sur le même tracé que celui des juniors. L'Anglaise Carol Greenwood s'empare des commandes et dicte le rythme, suivie par l'Autrichienne Gudrun Pflüger, l'italienne Nives Curti et la Française Isabelle Guillot. Cette dernière rejoint le trio de tête qui s'échange le commandement à plusieurs reprises. Dans la dernière partie de course, Isabelle et Gudrun se détachent en tête tandis que Carol et Nives luttent pour la troisième marche du podium. Isabelle s'impose devant Gudrun et Carol décroche la médaille de bronze. Avec toutes ses coureuses dans le top 10, l'Italie remporte le classement par équipes devant l'Angleterre et la France.
Le parcours masculin mesure 10,94 km pour 790 m de dénivelé. Prenant la tête, le Suisse Renatus Birrer ralentit en milieu de course et voit passer plusieurs de ses concurrents. L'Anglais Martin Jones, bien décidé à prouver que son titre de l'année passée n'était pas dû au hasard, prend la tête avec l'Américain Dave Dunham dans son sillage. Les deux hommes se livrent à un duel serré et Martin remporte son second titre pour cinq secondes d'avance devant l'Américain. Le Français Michel Humbert parvient à arracher la troisième marche du podium pour trois secondes devant l'Irlandais Robin Bryson. L'Italie renoue avec la tradition en remportant le classement par équipes. La France et l'Angleterre complètent le podium,.

### Individuels
| Rang               | Athlète             | Pays           | Temps       |
| ------------------ | ------------------- | -------------- | ----------- |
| Médaille d'or      | Martin Jones        | Angleterre     | 51 min 43 s |
| Médaille d'argent  | Dave Dunham         | États-Unis     | 51 min 48 s |
| Médaille de bronze | Michel Humbert      | France         | 51 min 54 s |
| 4                  | Robin Bryson        | Irlande        | 51 min 57 s |
| 5                  | Michael McDermott   | Afrique du Sud | 52 min 9 s  |
| 6                  | Costantino Bertolla | Italie         | 52 min 12 s |
| 7                  | Renatus Birrer      | Suisse         | 52 min 19 s |
| 8                  | Uli Horisberger     | Suisse         | 52 min 31 s |

| Rang               | Athlète              | Pays       | Temps       |
| ------------------ | -------------------- | ---------- | ----------- |
| Médaille d'or      | Isabelle Guillot     | France     | 36 min 11 s |
| Médaille d'argent  | Gudrun Pflüger       | Autriche   | 36 min 45 s |
| Médaille de bronze | Carol Greenwood      | Angleterre | 37 min 27 s |
| 4                  | Nives Curti          | Italie     | 38 min 5 s  |
| 5                  | Maria Grazia Roberti | Italie     | 38 min 20 s |
| 6                  | Sarah Rowell         | Suisse     | 38 min 32 s |
| 7                  | Silke Welt           | Allemagne  | 38 min 39 s |
| 8                  | Valeria Colpo        | Italie     | 38 min 47 s |

#### Courses par équipes
| Rang               | Pays | Points |
| ------------------ | --- | ------ |
| Médaille d'or      | Italie Costantino Bertolla (6e) Adriano Pezzoli (11e) Antonio Molinari (12e) Fabio Ciaponi (14e) Battista Lizzoli (17e) Lucio Fregona (19e) | 43     |
| Médaille d'argent  | France Michel Humbert (3e) Sylvain Richard (9e) Eddy Vandevyvere (18e) Éric Lacroix (24e) Jean-Paul Payet (41e) Henri Rivaud (60e)          | 54     |
| Médaille de bronze | Angleterre Martin Jones (1er) Craig Roberts (16e) Ian Holmes (20e) Mark Croasdale (22e) Mark Roberts (27e) Robin Bergstrand (30e)           | 59     |

| Rang               | Pays                                                                                         | Points |
| ------------------ | -------------------------------------------------------------------------------------------- | ------ |
| Médaille d'or      | Italie Nives Curti (4e) Maria Grazia Roberti (5e) Valeria Colpo (8e) Antonella Molinari (9e) | 17     |
| Médaille d'argent  | Angleterre Carol Greenwood (3e) Sarah Rowell (6e) Janet Kenyon (17e) Kath Drake (20e)        | 26     |
| Médaille de bronze | France Isabelle Guillot (1re) Karine Baratou (12e) Evelyne Mura (14e) Martine Jarvezac (21e) | 27     |

### Juniors

#### Courses individuelles
| Rang               | Athlète          | Pays               | Temps       |
| ------------------ | ---------------- | ------------------ | ----------- |
| Médaille d'or      | Gabriele De Nard | Italie             | 36 min 26 s |
| Médaille d'argent  | Maurizio Gemetto | Italie             | 33 min 3 s  |
| Médaille de bronze | Roman Skalský    | République tchèque | 33 min 14 s |

#### Courses par équipes
| Rang               | Pays                                                                                            | Points |
| ------------------ | ----------------------------------------------------------------------------------------------- | ------ |
| Médaille d'or      | Italie Gabriele De Nard (1er) Maurizio Gemetto (2e) William De Poi (9e) Moreno Nucera (18e)     | 12     |
| Médaille d'argent  | République tchèque Roman Skalský (3e) Ondřej Beren (8e) Daniel Krejcar (22e) Petr Vymazal (43e) | 33     |
| Médaille de bronze | Pays de Galles Colin Jones (5e) Tim Davies (14e) Ian Pierce (17e) Craig Shepherd (42e)          | 36     |